# 岩倉炭鉱
岩倉炭鉱（いわくらたんこう）とは、宮城県栗原市に存在した炭鉱。2000年まで亜炭の採掘を非常に規模の小さい坑道掘りで行っていた。最終的な運営会社は、創業者の子孫が経営している岩倉測量設計株式会社。 

## 概要
1901年操業開始。当初は亜炭の採掘を行い、最盛期には年間6,000トンの採炭量を記録した。第二次世界大戦前後には、近隣の仙台市の街中でも泥炭の掘削が行われた時代でもあり、亜炭といえども大きな需要があったという。
しかし、1970年代に入ると安価で良質な輸入炭に押され販路が縮小、経営会社は珪砂の販売などの多角化を進んだ。地質学者の一部からは「事業と呼ぶより趣味の世界」と語られるほど、緻密な合理化により経営が続けられていたが、平成九年想定以上の出水により電気施設が水没しその復旧費用を賄えない為と施設の老朽化や従業員の高齢化などの問題も重なり、2000年に事実上の閉山となった。閉山時の段階でも、炭層はまだまだ奧まで続いており掘削は可能であったという。